# Bandera de Barbados
La bandera de Barbados fue diseñada por Grantley W. Prescod y oficialmente adoptada para representar a la nación de Barbados en la medianoche del 30 de noviembre de 1966, justo el día de la independencia del país.
Consiste en una tricolor de dos bandas verticales azul marino separadas por una dorada en el medio. La banda dorada tiene un tridente negro, que simboliza la independencia de Barbados del Reino Unido, y cada punta del tridente representa a cada uno de los puntos de la democracia (el Gobierno de, por y para el pueblo). Las bandas azules simbolizan al océano Atlántico y al azul del cielo, y la dorada a la arena de las playas barbadenses.

## Otras banderas

Bandera naval
Estandarte del Primer Ministro (1966-Actualidad)
Estandarte presidencial (2021-Actualidad)

## Banderas históricas

Bandera colonial de Barbados (1870-1966)
Estandarte Real (1966-2021)
Estandarte del Gobernador-General de Barbados (1966–2021)